# トシン・オグノデ
トシン・ジョゼフ・オグノデ（Tosin Joseph Ogunode、1994年3月2日 ‐ ）は、ナイジェリア出身でカタール国籍の陸上競技選手。専門は短距離走。兄のフェミは100m、200mの元アジア記録保持者。

## 経歴
2014年1月25日にフラッグスタッフ（標高約2000m）で開催されたノーザン・アリゾナ大学招待室内 (NAU Invitational Indoor) 男子60m決勝において、高地記録ながらアジア記録（6秒51）を上回る6秒50の自己ベストをマークし、兄を0秒01抑えて優勝した。この記録はしばらくの間、国際陸上競技連盟のサイトに室内アジア記録として掲載されていたが、最終的にナイジェリア人時代の記録となり、室内アジア記録にはならなかった。
2015年1月29日にカタールの市民権を獲得。2016年1月28日からカタール代表として競技することが可能となった。
2016年2月に自国カタール・ドーハで開催されたアジア室内選手権 (en) 男子60mではメダル候補だったが、準決勝でフライングを犯し失格に終わった。
2017年7月にブバネーシュワルで開催されたアジア選手権に出場すると、男子100m予選を全体4位の10秒37（+0.8）、準決勝を全体3位の10秒32（0.0）で突破し、兄弟揃って決勝に進出した。迎えた決勝は雷雨により開始が遅れ、更にフライングで2人の選手が失格するという中、10秒40（+0.7）とタイムを落として5位に終わり、兄弟揃ってのメダル獲得とはならなかった（兄は銀メダル獲得）。

## 自己ベスト
記録欄の（　）内の数字は風速（m/s）で、+は追い風を意味する。
| 種目 | 記録           | 年月日        | 場所             | 備考     |
| 屋外 | 屋外           | 屋外          | 屋外             | 屋外     |
| ---- | -------------- | ------------- | ---------------- | -------- |
| 100m | 10秒00（+0.8） | 2018年8月26日 | ジャカルタ       |          |
| 200m | 20秒78（+0.1） | 2018年8月28日 | ジャカルタ       |          |
| 室内 |                |               |                  |          |
| 60m  | 6秒50A         | 2014年1月25日 | フラッグスタッフ | 高地記録 |

## 主要大会成績
備考欄の記録は当時のもの
| 年   | 大会                  | 場所             | 種目 | 結果    | 記録             | 備考                         |
| ---- | --------------------- | ---------------- | ---- | ------- | ---------------- | ---------------------------- |
| 2016 | アジア室内選手権 (en) | ドーハ           | 60m  | 準決勝  | DQ               | 予選6秒67                    |
| 2016 | アジア選手権 (en)     | ブバネーシュワル | 100m | 5位     | 10秒40 (+0.7)    |                              |
| 2016 | アジア選手権 (en)     | ブバネーシュワル | 200m | 予選    | 1分55秒51 (-0.2) |                              |
| 2018 | アジア室内選手権 (en) | テヘラン         | 60m  | 2位     | 6秒63            |                              |
| 2018 | 世界室内選手権        | バーミンガム     | 60m  | 準決勝  | 6秒77            |                              |
| 2018 | アジア大会            | ジャカルタ       | 100m | 2位     | 10秒00 (+0.8)    | それまでの自己ベストは10秒18 |
| 2018 | アジア大会            | ジャカルタ       | 200m | DNF(sf) | 記録なし         | 予選20秒78 (+0.1)            |
| 2019 | アジア選手権          | カタール ドーハ  | 100m | 準決勝  | 10秒32 (+1.4)    |                              |